# Comarostaphylis arbutoides
Comarostaphylis arbutoides är en ljungväxtart. Comarostaphylis arbutoides ingår i släktet Comarostaphylis, och familjen ljungväxter.

## Underarter
Arten delas in i följande underarter:
- C. a. arbutoides
- C. a. costaricensis

## Bildgalleri

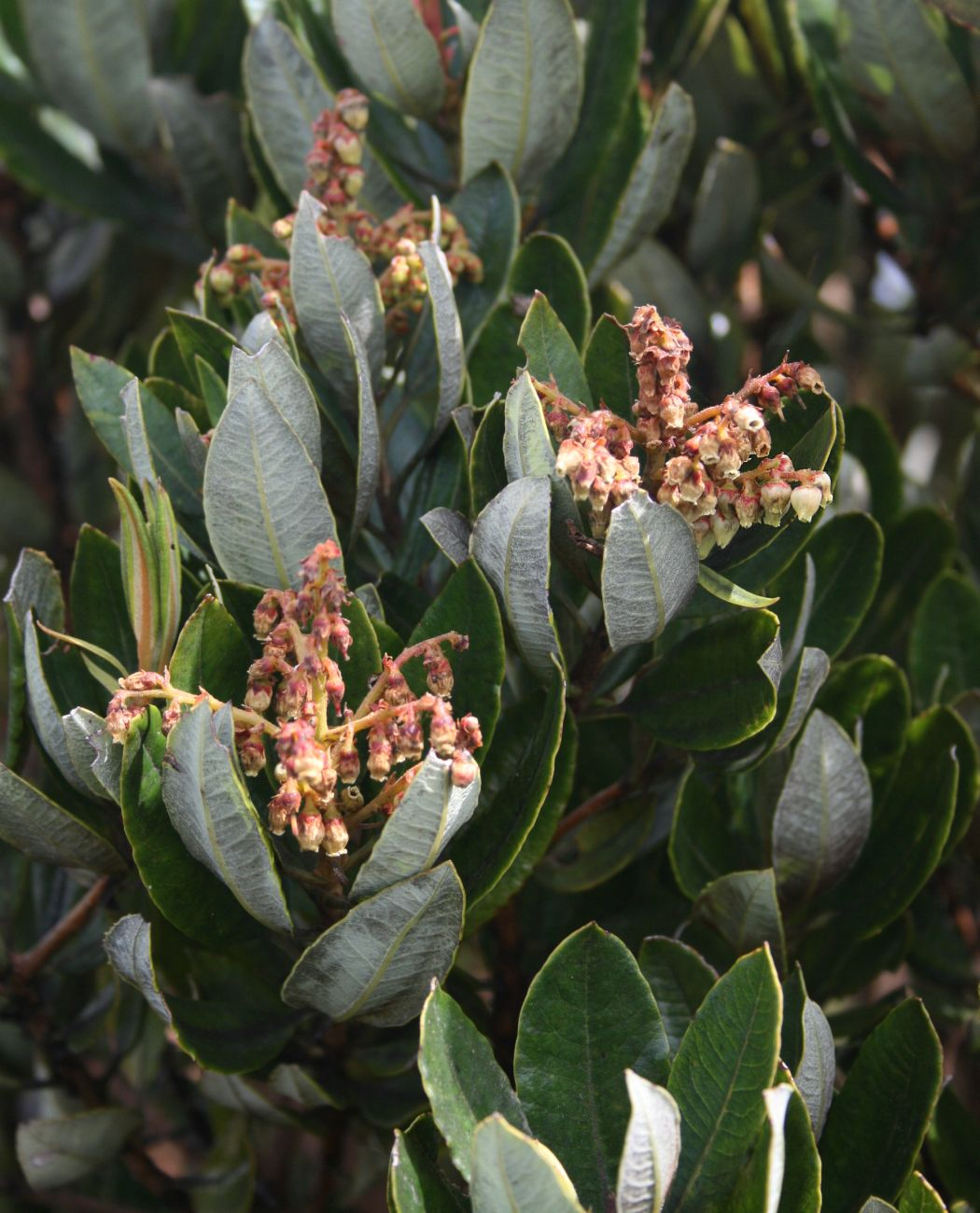
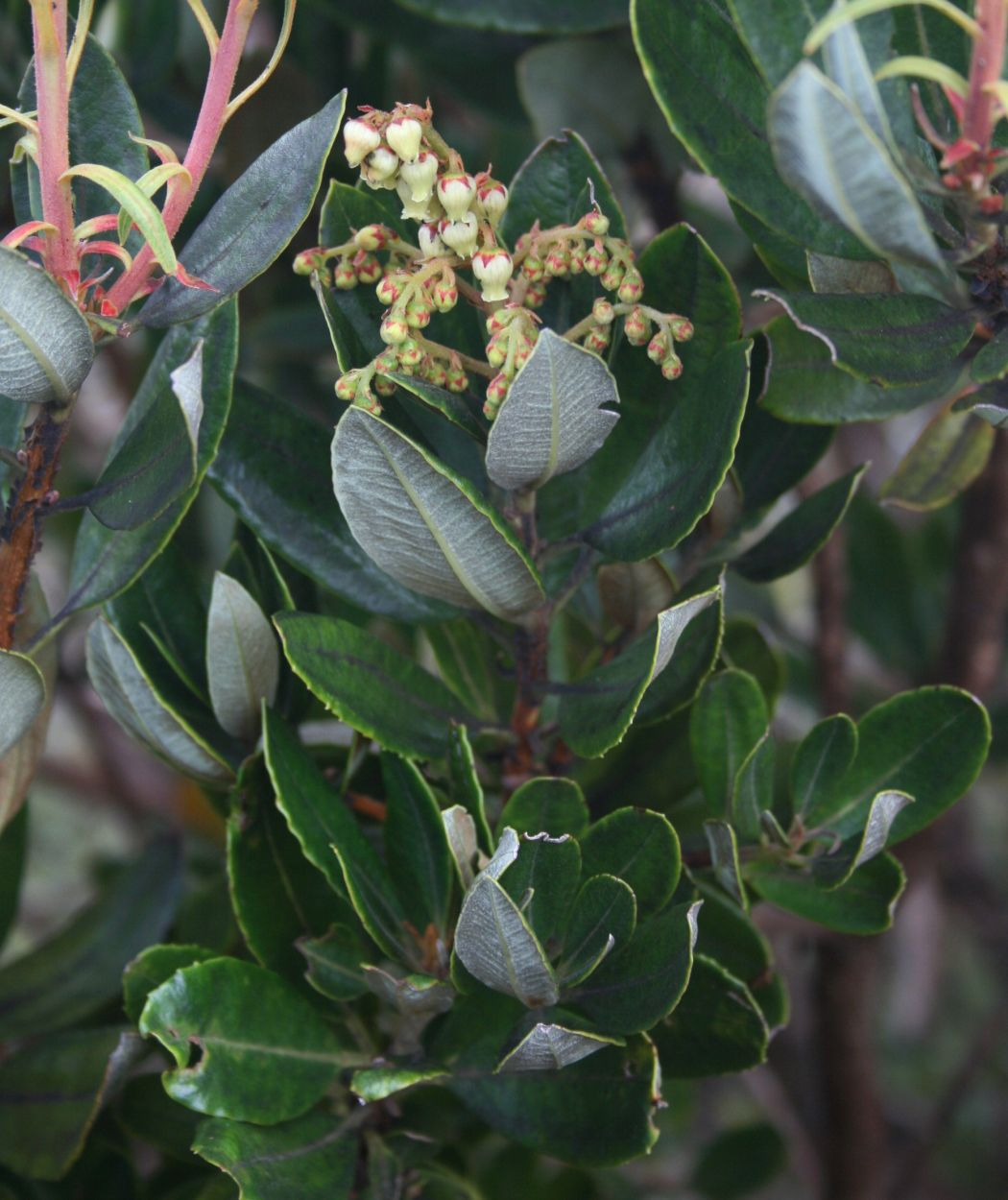